# 篠崎誠
篠崎 誠（しのざき まこと、1963年 - ）は、日本の映画監督、脚本家、映画批評家。
立教大学映像身体学科教授。映画美学校フィクション・コース講師。

## 経歴
立教大学心理学科卒業後、映画ライターとして『キネマ旬報』『東京人』などで執筆。1995年、初長編映画『おかえり』がテッサロニキ国際映画祭国際批評家連盟賞を受賞する。2010年には、『東京島』が公開されたほか、『怪談新耳袋 怪奇』が公開された。2011年、『死ね!死ね!シネマ』が公開される。2012年、『あれから』が第25回東京国際映画祭に出品される。2014年、『SHARING』が第19回釜山国際映画祭「アジア映画の窓」部門にて上映される。

## フィルモグラフィー

### 映画
- おかえり（1996年） - 監督・脚本
- ジャムセッション『菊次郎の夏』公式海賊版（1999年） - 監督
- 忘れられぬ人々（2000年） - 監督・脚本[10]
- 犬と歩けば チロリとタムラ（2003年） - 監督
- 殺しのはらわた（2006年） - 監督・脚本・編集[11]
- 0093 女王陛下の草刈正雄（2007年） - 監督
- 東京島（2010年） - 監督
- 怪談新耳袋 怪奇（2010年） - 監督
- 死ね!死ね!シネマ（2011年） - 監督・脚本
- あれから（2013年） - 監督
- SHARING（2014年） - 監督・脚本

### テレビ
- 浅草キッドの「浅草キッド」（2002年） - 監督・編集
- 東京少女草刈麻有「もうひとりの私」（2008年） - 監督[12]
- クエスト～探求者たち～「映画監督・北野武」（2008年）
- 天国のスープ（2008年）

## 著書
- 恐怖の映画史（2003年、青土社） - 黒沢清との共著